# بولشيي دفوري
بولشيي دفوري (بالروسية: Большие Дворы) هي مدينة في مقاطعة موسكو أوبلاست في روسيا.